# 三葉ちはる
三葉 ちはる（みつは ちはる、1997年7月24日 - ）は、日本のAV女優。アイドルグループ「始発待ちアンダーグラウンド」元メンバー。

## 略歴
16歳から撮影会モデルとして活動し、2018年2月に「始発待ちアンダーグラウンド」のオリジナルメンバー、ツキノ・チハルとしてデビュー。同年9月、講談社主催のミスiD2019ファイナリストとなる。
2019年5月21日、「始発が来た」ということでグループを卒業。
文化服装学院二部服装科を卒業し「はっぴーおしゃれ痴女」を肩書に「月野ちはる」「るんるん月野」名義でモデル業を開始。ファッションブランドのモデル、デジタル写真集リリースのほか、MOMENTby日刊ゲンダイでは週末美女として掲載された。後述のようにコメンテーターとして情報番組出演経験もある。
卒業制作時期はバイトする時間が惜しかったことから、一人で動かせるファンティアに注力。もともとエロい自撮りが趣味だったこと、アイドルだった自分がエロいのを公開するのは需要があるのではないかと考慮した結果だったが、コロナ禍と重なり卒業制作発表の場そのものがなくなってしまった。一方でファンティアはこだわった結果、生計を立てられるまでになった（約1年半継続した）。
2022年9月6日、SODprimeなどの通販サイトで「三葉 ちはる」名義でのAVデビューが発表され、翌7日にはTikTok、Twitterで当人より報告がなされ、三葉ちはる名義のTwitterアカウントが新設された。AV活動についてはSKYプロモーション所属。るんるん月野としても並行して活動を続ける。同月発売の光文社『FLASH』でヌードグラビアを初披露。
AVデビュー作は9月5日週FANZA通販フロアランキング1位を記録した。また、10月3日週FANZAレンタルフロアランキングでも1位を記録。2022年におけるFALENO最大のヒット作となった。なお、デビュー作監督を務めた太宰珍歩は偶然にも文化服装学院の先輩に当たり、心を開いた状態で撮りたいと意見が合致した結果、異例の10日間密着ドキュメンタリーとなった。
2024年2月17日、東京・duo MUSIC EXCHANGEで行われた「FALENO FES」に出演。同イベントで行われた各種ファッションショーにてランウェイを歩いた。
2024年2月26日週FANZA通販フロアランキングで『FALENOstar5周年記念! いきなりハーレムハイスクール! スター女優4人が学校で舐めてハメて大乱交スッペシャル! 天使もえ 吉高寧々 三葉ちはる 茉城まみ』が初登場2位を記録。
2025年3月20日、自身のYouTubeチャンネル「三葉ちはるんるんチャンネル」にて、約2年在籍したFALENOを卒業し、DAHLIAへ専属移籍すること、またこれを機に中出し作品への出演を解禁することを併せて報告した。

## 人物
兄弟の多い家庭（4人姉弟の上から2番目）に産まれ、それなりに勉強を強いられながら育ちストレートで大学まで進学したが、大学1年の前期期末試験のタイミングで退学届けを提出して家出し浮浪少女となる。その後、年明けに見つけた「始発待ちアンダーグラウンド」の4回にわたるオーディションに勝ち残り、正式メンバーとしてライブデビューした。
服飾専門学校を卒業しており、色彩検定1級、日本化粧品検定1級の資格を持つ。自身もメンバーとして単発的に活動したDJユニット「音盤少女-disc girlz-」（2018年）の衣装制作なども行った。 
三葉は自身の性格を「心が男子中学生」と分析しており、AV出演も頭の中は「自分がエロいと思うものを人に見せたい」という衝動からであり、「女体に生まれてよかった」と述懐している。 
俳優の渋江譲二は「話しているときは普通の親近感ある女の子なのに、作品ごとにかわいくも淫靡にもなる、まさにザ・AV女優」と評し、ほっそりしているのに少しむっちりした肌感が妙にいやらしいと、纏う雰囲気を評価した。 
前述のようにAVデビュー作の監督である太宰とは、専門学校の先輩・後輩という間柄だったこともあり、デビュー作には三葉の意見が大きく汲み取られている。テーマは「これまでの経歴は全部見せたい。名前も出身も年齢も全部変えてデビューなんてクソくらえ!」。芸名こそ変更しているが、映像中には「『るんるん月野』としてのセックスはここで最後。ここからは三葉ちはるのセックスだよ」との会話もあり、前芸名を作品中で明かして一貫性を通しているのも例のないことだった。 
初体験は高校1年生の時で、相手は中学時代に交際していた元カレ。交際していた当時はキスまでしかしていなかったが、その後SNSを通じて再会。互いにエッチをしていなかった未練があったため、夕方の公園ベンチで処女喪失した。その際、流血も伴ったが、最後に「口でして」と言われ、血まみれのちんちんを咥えさせられてフィニッシュ。この彼とは再び交際へ発展することはなかった。
セックスが好きだと気づいたきっかけは、大学中退後の家出の際に助けてくれた20歳年上のアマチュアカメラマンとの交際時。この男性は性欲が強く尚且つ遅漏で、交際していた三年間はほぼ毎晩していた。時には1日8回したり、1回のセックスに3時間かけていたこともあった。三葉によると「（寝る時間が取れず）たまに最中に気絶してました（笑）」という。また、野外で行う趣味もあり、ビルのらせん階段や店舗のシャッター前、高速道路を走りながらのフェラなど「いろんな経験をさせてもらった」と語っている。

## 作品

### アダルトビデオ

#### FALENO star専属期間
FALENOは『配信特化型AVメーカー』を掲げているため、配信日も記載しています。
- 「私を、見つけてください」新人 24歳 三葉ちはる AV DEBUT（9月28日配信、10月6日DVD発売）[5][1] ※helloEROでは同年9月14日に先行配信。
- 初公開! 初ハメ撮り! 初痴女! 初連続イキ! 性感開発3本番スペシャル!!! 三葉ちはる（10月15日配信、11月10日DVD発売）
- 体液で交感する絶え間ない官能セックス 三葉ちはる（11月14日配信、12月8日DVD発売）
- 【本物覚醒】止めどないアクメ潮吹きSEX! 限界超越アクメ……そして更なる絶倫潮! 三葉ちはる（12月12日配信、2023年1月12日DVD発売）[25]

- 3日間だけの恋人 真夜中に終電を逃したキミと出会い、交わった日々。でもそれは突然に終わりを告げた。三葉ちはる（1月12日配信、2月9日DVD発売）
- 「私のフェラの方が気持ちいいよ…」 彼女ができた僕に嫉妬した女先輩のねっとりフェラチオが本当に本当にスゴ過ぎて… 三葉ちはる（2月16日配信、3月9日DVD発売）
- 最強の”かわいい”でおもてなし! ヌかれたみんなが”はっぴー”になれる風俗キャッスル! 三葉ちはる（3月9日配信、4月6日DVD発売）
- 出張先で尊敬していた上司とまさかの相部屋に… 肉体関係を迫られ心底失望するも不覚にもデカチン性交に溺れてしまった新卒女子 三葉ちはる（4月9日配信、5月11日DVD発売）
- 性欲を抑えきれない一泊二日即尺即ハメ温泉デート 三葉ちはる（5月13日配信、6月8日DVD発売）
- 1ヶ月超えの禁欲生活…その果てに到達した三葉ちはるの圧倒的オーガズム3本番（6月4日配信、7月6日DVD発売）[23]
- 帰省した夫の実家で義父の汗舐め絶倫性交にハマってしまってごめんなさい… 三葉ちはる（7月7日配信、8月10日DVD発売）
- 「ねぇ、私が筆おろしシてアゲるって言ったら… どうする?」 三葉ちはる（8月26日配信、9月21日DVD発売）
- 終電逃して後輩女子の家に泊まったら… ノーブラ部屋着での無自覚挑発に耐え切れず朝までヤりまくった 三葉ちはる（9月30日配信、10月26日DVD発売）
- 担任教師を小悪魔な誘惑でラブホに連れ込み女子生徒は満足するまで腰を振る 三葉ちはる（10月31日配信、11月23日DVD発売）
- 「お外で勃起して恥ずかしくないの?」 彼女持ちのM男クンを寸止め焦らしデートの限界ギリギリで即ホテルに連れ込み何度も射精させる痴女お姉さん 三葉ちはる（11月19日配信、12月21日DVD発売）
- 三葉ちはる AVデビューからの15セックス FALENO専属初ベスト8時間(12月1日配信、2024年1月11日DVD発売）※単体ベスト
- 好きだった先輩に裏切られ組織的キメセクサークルでマワされた女子大生 三葉ちはる（12月30日配信、2024年1月25日DVD発売）

- 巷で噂のはっぴーヤリマンギャルに挑発されてバチバチにブちヌかれた 三葉ちはる（1月24日配信、2月22日DVD発売）
- FALENOstar5周年記念! いきなりハーレムハイスクール! スター女優4人が学校で舐めてハメて大乱交スッペシャル! 天使もえ 吉高寧々 三葉ちはる 茉城まみ（3月4日配信、3月20日DVD発売）
- 三葉ちはる パリへ行く（3月30日配信、4月25日DVD発売）
- Q. 深夜3時、ワンオペのコンカフェ嬢に僕ら男3人はナニをシたでしょうか? 三葉ちはる（4月21日配信、5月23日DVD発売）
- 家庭教師は文学女子の湿潤な淫語に抗えず、偏狂的に痴女られる。三葉ちはる（5月28日配信、6月20日DVD発売）
- 私が将来も人格も捨て引きこもりおさななじみの性処理を3年間し続けた理由 三葉ちはる（6月24日配信、7月25日DVD発売[26]）
- 昔から好きだった同級生はNo.1風俗嬢に… オプション全乗せ発射無制限で本番セックスしまくった同棲生活3日間 三葉ちはる（7月25日配信、8月22日DVD発売）
- バイト中にクレーム男からこっそり過激な絶頂ハラスメントでぶっこわされた女子大生 三葉ちはる（8月24日配信、9月26日DVD発売）
- カラダの相性の良すぎた絶倫元カレと職場で再会… 凄テクで死ぬほどイカされても復縁なんて絶対に… 三葉ちはる（9月28日配信、10月24日DVD発売）
- 深夜2時コンビニ、生意気アルバイトと二人きり。睨まれながら絶倫ピストンでわからせる 三葉ちはる（10月26日配信、11月21日DVD発売）
- 彼氏（ドM）の乳首が大大大好きな小悪魔彼女に常にカリカリ爪搔きされてチクイキっぱなし同棲生活 三葉ちはる（11月21日配信、12月26日DVD発売）
- 普段クールなのに二人きりだと甘えだす猫系セフレと密室で唾液だくだくおねだりベロキスSEX 三葉ちはる（12月27日配信、2025年1月23日DVD発売）

- 三葉ちはる 性欲解放ありのままの性交【FALENO傑作選8時間】（4月14日配信、5月22日DVD発売）※単体ベスト

#### DAHLIA専属期間
DAHLIAは『配信特化型AVメーカー』を掲げているため、配信日も記載しています。
- 電撃移籍 中出し解禁 3ヶ月間禁欲からの性欲解放 最高の生ハメ中出しセックス3本番SPECIAL 三葉ちはる（4月3日配信、5月8日DVD発売）
- 妻の居ない週末、妻の親友の誘惑に負けて、舌を絡ませ跨りイキ狂う腰遣いに何度も、何度も、中出しをしてしまったボク。 三葉ちはる（6月13日配信、7月10日DVD発売）
- 調子に乗り過ぎた港区ギャルの清楚系女子大生にハメられた復讐映像が、300万回も再生されました。 三葉ちはる（7月12日配信、8月7日DVD発売）
- 最高の奥さんと、初めてのリアル妊活中出し。緊張ドキドキ密着ハメまくり結婚性活へようこそ! 三葉ちはる（8月9日配信、9月11日発売）

### アダルトVR
- 三葉ちはる初VR「アナタだと最高に感じちゃうの♡」メチャクチャ可愛くて超敏感! 目の前でエッチに感じでイキまくっちゃう2SEX（6月29日、FALENO）
- 密着・淫語・舐め回しで10発射精させるはっぴーでおしゃれな痴女VR 三葉ちはる（7月25日、FALENO）

### イメージビデオ
- Chiharu るんるんはっぴーでいず 三葉ちはる（2023年3月16日、REbecca）
- 湯女美人 三葉ちはる（2023年6月28日、スパイスビジュアル）
- 真夏のシンデレラ 三葉ちはる（2023年12月15日、メディアブランド）
- Sexy Lover 三葉ちはる（2024年9月20日、メディアブランド）
- はっぴーおしゃれ痴女 三葉ちはる（2025年4月25日、アースダイバー）

### 写真集
- 蜜ぱら 三葉ちはる（2023年9月1日、竹書房、撮影：マキハラススム）ISBN 978-4-8019-3679-9 [28]
- 三葉ちはる写真集「萌芽」(2024年5月10日、彩文館出版、撮影：稲田喬晃）ISBN 978-4-7756-0674-2 ※3000部限定 豪華愛蔵版[29][30]。
- 三葉ちはる写真集『はっぴーおしゃれ痴女』（2025年4月25日、ジーウォーク、撮影：太田清隆）ISBN 978-4-86717-840-9 [31]

### デジタル写真集
るんるん月野 名義
- るんるん月野 ファーストデジタル写真集「自然 + 体」（2021年7月6日、Amazon Services International, Inc.、撮影：mono）
- るんるん月野 セカンドデジタル写真集「memories of summer」（2021年10月11日、Amazon Services International, Inc.、撮影：あらまこと）
- るんるん月野『どうなっちゃうか、わかんないよ。』310 pics（2022年7月10日、Amazon Services International, Inc.、撮影：黒澤奨平）

三葉ちはる 名義
- Chiharu るんるんはっぴーでいず 三葉ちはる（2023年9月8日、REbecca）
- FLASHデジタル写真集R 三葉ちはる 式日に咲く（2023年12月5日、光文社、撮影：栗山秀作）
- ファレノALLSTARS 黄金ヌード伝説（2024年1月4日、小学館、撮影：佐藤佑一 / 山口京和）※「FALENO」専属女優6名によるデジタル写真集[32]。
- れいむ 三葉ちはる vol.01～vol.04（2025年5月23日、ジーウォーク、撮影：太田清隆）

### 写真集（同人作品）
- 月野ちはる「ちはるん飼ってくれませんか…? × ちはるみっくす」
- 月野ちはる「初恋はみのらない」
- 月野ちはる「20190724」A5版 38p（2019年7月24日）
- 月野ちはる「浴衣散歩」A5版 32p（2019年8月9日）
- 月野ちはる「BEING　WET」A5版 30p（2019年8月9日）
- 月野ちはる「One and Only」A5版 30p（2019年12月8日）
- 月野ちはる「in your room」A5版 30p（2019年12月8日）
- 月野ちはる「Acqua」A5版 30p（2019年12月28日）
- 月野ちはる「PR」A5版 30p（2019年12月28日）

### デジタル写真集（同人作品）
- るんるん月野 「Addict」（2021年2月5日、Fantia 株式会社虎の穴、撮影：ターキー）
- るんるん月野 「Strawberry」（2021年4月16日、Fantia 株式会社虎の穴、撮影：ターキー）
- るんるん月野 「誘惑」（2022年1月8日、Fantia 株式会社虎の穴、撮影：ターキー）
- るんるん月野 「Kitty」（2022年5月16日、Fantia 株式会社虎の穴、撮影：ターキー）

## 製品

### アダルトグッズ
オナホール
- FALENO NEW FACE HOLE 三葉ちはる（2023年9月30日、YURA）

## 出演

### テレビ
- モーニングCROSS（2019年、TOKYO MX）- 渋谷研究家・月野ちはるとして同年1月以降数度出演。コメンテーター。

### ウェブテレビ
- 聖ファレノ女学院（2022年、FALENO Official Channel/YouTube）[33]

### 映画
- MANRIKI（2019年11月、HIGH BROW CINEMA、東映ビデオ）
- 魔法少年☆ワイルドバージン（2019年12月、Vandalism）- 初恋の女の子 役

### ミュージックビデオ
- PaperCloud「Sleepwalk」（2020年12月）- 主演、美女 役[34][35]
- ヒトリヨブランコ「神様ノ言フトオヲリ」（2020年9月）‐ 主演[36]